# Drosofilă
Drosofila (Drosophila; din greacă veche δρόσος — rouă, umiditate + φιλέω — a iubi) este un gen de muște mici de fructe din familia Drosophilidae.
Genul cuprinde în jur de 1500 de specii, și, probabil este parafiletic. Multe specii sunt sinantrope. Specia Drosophila melanogaster din acest gen, numită și musculița de oțet, a fost pe larg folosită în studii genetice, fiind un organism model comun în dezvoltarea biologică.

## Specii
Lista speciilor din genul Drosophila:
- Drosophila abjuncta
- Drosophila abregolineata
- Drosophila abron
- Drosophila abure
- Drosophila acanthomera
- Drosophila acanthoptera
- Drosophila acanthos
- Drosophila acanthostoma
- Drosophila acelidota
- Drosophila achlya
- Drosophila acroria
- Drosophila acrostichalis
- Drosophila acrostigma
- Drosophila acuminanus
- Drosophila acutilabella
- Drosophila adamisa
- Drosophila adamsi
- Drosophila addisoni
- Drosophila adiastola
- Drosophila adunca
- Drosophila adventitia
- Drosophila aenicta
- Drosophila aethostoma
- Drosophila afer
- Drosophila affinidisjuncta
- Drosophila affinis
- Drosophila afoliolata
- Drosophila agitona
- Drosophila aglaia
- Drosophila aguape
- Drosophila agumbensis
- Drosophila akai
- Drosophila akoko
- Drosophila alafumosa
- Drosophila alagitans
- Drosophila alani
- Drosophila albescens
- Drosophila albicans
- Drosophila albifacies
- Drosophila albincisa
- Drosophila albipes
- Drosophila albirostris
- Drosophila albomarginata
- Drosophila albomicans
- Drosophila albonotata
- Drosophila albovitata
- Drosophila aldrichi
- Drosophila alei
- Drosophila alexanderae
- Drosophila alexandrei
- Drosophila alfari
- Drosophila algonquin
- Drosophila alladian
- Drosophila allochroa
- Drosophila aloma
- Drosophila alpina
- Drosophila alsophila
- Drosophila alternolineata
- Drosophila altiplanica
- Drosophila altissima
- Drosophila altukhovi
- Drosophila amaguana
- Drosophila ambigua
- Drosophila ambochila
- Drosophila americana
- Drosophila amita
- Drosophila amphibolos
- Drosophila amplipennis
- Drosophila amydrospilota
- Drosophila analis
- Drosophila analspina
- Drosophila ananassae
- Drosophila anceps
- Drosophila ancora
- Drosophila ancyla
- Drosophila andamanensis
- Drosophila angor
- Drosophila angularis
- Drosophila angustibucca
- Drosophila anisoctena
- Drosophila annularis
- Drosophila annulimana
- Drosophila annulosa
- Drosophila anomalipes
- Drosophila anomelani
- Drosophila anoplostoma
- Drosophila antecedens
- Drosophila anthrax
- Drosophila antillea
- Drosophila antioquia
- Drosophila antonietae
- Drosophila apectinata
- Drosophila apicalis
- Drosophila apicespinata
- Drosophila apicipuncta
- Drosophila apicisetae
- Drosophila aplophallata
- Drosophila apodasta
- Drosophila apodemata
- Drosophila apoxyloma
- Drosophila appendiculata
- Drosophila aquila
- Drosophila aracataca
- Drosophila aracea
- Drosophila aragua
- Drosophila araicas
- Drosophila araiotrichia
- Drosophila arane
- Drosophila arapuan
- Drosophila ararama
- Drosophila arassari
- Drosophila araucana
- Drosophila arauna
- Drosophila arawakana
- Drosophila arboloco
- Drosophila arcosae
- Drosophila arcuata
- Drosophila argenteifrons
- Drosophila arizonae
- Drosophila artecarina
- Drosophila artigena
- Drosophila asahinai
- Drosophila ashburneri
- Drosophila asketostoma
- Drosophila assita
- Drosophila asticta
- Drosophila atacamensis
- Drosophila atalaia
- Drosophila athabasca
- Drosophila atra
- Drosophila atrata
- Drosophila atrifacies
- Drosophila atrimentum
- Drosophila atripex
- Drosophila atroscutellata
- Drosophila attenuata
- Drosophila attigua
- Drosophila audientis
- Drosophila auraria
- Drosophila aurea
- Drosophila aureata
- Drosophila aureopallescens
- Drosophila auriculata
- Drosophila austroheptica
- Drosophila austrosaltans
- Drosophila avicennai
- Drosophila azteca
- Drosophila badia
- Drosophila bahunde
- Drosophila bai
- Drosophila baimaii
- Drosophila bakondjo
- Drosophila bakoue
- Drosophila balioptera
- Drosophila balneorum
- Drosophila balteata
- Drosophila bandeirantorum
- Drosophila barbarae
- Drosophila barutani
- Drosophila basimacula
- Drosophila basiprojecta
- Drosophila basisetae
- Drosophila basisetosa
- Drosophila batmani
- Drosophila baucipyga
- Drosophila beardsleyi
- Drosophila bedicheki
- Drosophila bella
- Drosophila belladunni
- Drosophila beppui
- Drosophila bhagamandalensis
- Drosophila biarmipes
- Drosophila biauraria
- Drosophila bicondyla
- Drosophila bicornuta
- Drosophila bifasciata
- Drosophila bifidiprocera
- Drosophila bifilum
- Drosophila bifurca
- Drosophila bifurcada
- Drosophila bimorpha
- Drosophila binocularis
- Drosophila bipectinata
- Drosophila bipolita
- Drosophila bipunctata
- Drosophila birchii
- Drosophila biseriata
- Drosophila bisetata
- Drosophila bishtii
- Drosophila bivibrissae
- Drosophila bizonata
- Drosophila blumelae
- Drosophila bocainensis
- Drosophila bocainoides
- Drosophila bocki
- Drosophila bocqueti
- Drosophila bodemannae
- Drosophila bogoriensis
- Drosophila boletina
- Drosophila boliviana
- Drosophila boliviensis
- Drosophila bomarea
- Drosophila bondarenkoi
- Drosophila boraceia
- Drosophila borborema
- Drosophila borealis
- Drosophila bostrycha
- Drosophila brachynephros
- Drosophila brachytarsa
- Drosophila brahmagiriensis
- Drosophila breuerae
- Drosophila brevicarinata
- Drosophila brevicilia
- Drosophila brevina
- Drosophila brevis
- Drosophila brevissima
- Drosophila brevitabula
- Drosophila brevitarsus
- Drosophila bridwelli
- Drosophila briegeri
- Drosophila brncici
- Drosophila bromeliae
- Drosophila bromelioides
- Drosophila brunettii
- Drosophila brunneicrus
- Drosophila brunneifrons
- Drosophila brunneisetae
- Drosophila bunnanda
- Drosophila burlai
- Drosophila burmae
- Drosophila busckii
- Drosophila buzzatii
- Drosophila caccabata
- Drosophila calceolata
- Drosophila calidata
- Drosophila californica
- Drosophila calloptera
- Drosophila camargoi
- Drosophila camaronensis
- Drosophila campylophalla
- Drosophila canadiana
- Drosophila canalinea
- Drosophila canalinioides
- Drosophila canavalia
- Drosophila canescens
- Drosophila canipolita
- Drosophila canuta
- Drosophila capitata
- Drosophila capnoptera
- Drosophila caponei
- Drosophila capricorni
- Drosophila carablanca
- Drosophila carbonaria
- Drosophila carcinophila
- Drosophila cardami
- Drosophila cardini
- Drosophila cardinoides
- Drosophila caribiana
- Drosophila carioca
- Drosophila cariouae
- Drosophila caripe
- Drosophila carlosvilelai
- Drosophila carnosa
- Drosophila carolinae
- Drosophila carsoni
- Drosophila cathara
- Drosophila cauverii
- Drosophila cellarum
- Drosophila ceratostoma
- Drosophila cestri
- Drosophila chaetocephala
- Drosophila chaetopeza
- Drosophila chamundiensis
- Drosophila changuinolae
- Drosophila charmadensis
- Drosophila chauvacae
- Drosophila cheda
- Drosophila cheongi
- Drosophila chicae
- Drosophila chimera
- Drosophila chisaca
- Drosophila choachi
- Drosophila ciliaticrus
- Drosophila cilifemorata
- Drosophila cilifera
- Drosophila ciliotarsa
- Drosophila cilitarsis
- Drosophila circumdata
- Drosophila clara
- Drosophila clarinervis
- Drosophila clavata
- Drosophila clavisetae
- Drosophila clavitibia
- Drosophila claytonae
- Drosophila clydonia
- Drosophila cnecopleura
- Drosophila coffeata
- Drosophila coffeina
- Drosophila cogani
- Drosophila cognata
- Drosophila colmenares
- Drosophila colobos
- Drosophila colorata
- Drosophila comatifemora
- Drosophila comoe
- Drosophila comorensis
- Drosophila comosa
- Drosophila confertidentata
- Drosophila conformis
- Drosophila confutata
- Drosophila conjectura
- Drosophila conspicua
- Drosophila constricta
- Drosophila contorta
- Drosophila converga
- Drosophila coonorensis
- Drosophila cordata
- Drosophila cordeiroi
- Drosophila cornixa
- Drosophila cornutitarsus
- Drosophila coroica
- Drosophila couturieri
- Drosophila cracens
- Drosophila craddockae
- Drosophila crassa
- Drosophila crispipennis
- Drosophila crossoptera
- Drosophila crucigera
- Drosophila cryptica
- Drosophila cuaso
- Drosophila cuauhtemoci
- Drosophila cubicivittata
- Drosophila cundinamarca
- Drosophila curiosa
- Drosophila curta
- Drosophila curticilia
- Drosophila curtitarsis
- Drosophila curvapex
- Drosophila curvata
- Drosophila curvicapillata
- Drosophila curviceps
- Drosophila curvispina
- Drosophila curvitibia
- Drosophila cuzcoica
- Drosophila cyrtoloma
- Drosophila dacunhai
- Drosophila daruma
- Drosophila dasycnemia
- Drosophila davidgrimaldii
- Drosophila davidi
- Drosophila debilis
- Drosophila decemseriata
- Drosophila decolor
- Drosophila deflecta
- Drosophila deltaneuron
- Drosophila demipolita
- Drosophila denieri
- Drosophila denotata
- Drosophila denticulata
- Drosophila dentissima
- Drosophila desavrilia
- Drosophila desbaratabaile
- Drosophila desertorum
- Drosophila diama
- Drosophila diamphidia
- Drosophila diamphidiopoda
- Drosophila dianensis
- Drosophila dicropeza
- Drosophila dictena
- Drosophila differens
- Drosophila difficilis
- Drosophila diffusa
- Drosophila digressa
- Drosophila dilacerata
- Drosophila diminuens
- Drosophila dimitra
- Drosophila dimitroides
- Drosophila diplacantha
- Drosophila diplochaeta
- Drosophila discreta
- Drosophila disjuncta
- Drosophila dispar
- Drosophila dissita
- Drosophila distinguenda
- Drosophila divaricata
- Drosophila dives
- Drosophila divisa
- Drosophila dobzhanskii
- Drosophila dolichotarsis
- Drosophila dolomata
- Drosophila dominicana
- Drosophila dominici
- Drosophila dorsalis
- Drosophila dorsigera
- Drosophila dorsivitta
- Drosophila dorsociliata
- Drosophila dossoui
- Drosophila dracaenae
- Drosophila dreyfusi
- Drosophila dumalis
- Drosophila dumuya
- Drosophila dunni
- Drosophila dyaramankana
- Drosophila dyula
- Drosophila echinostoma
- Drosophila editinares
- Drosophila elegans
- Drosophila eleonorae
- Drosophila elliptica
- Drosophila ellisoni
- Drosophila elongata
- Drosophila emarginata
- Drosophila eminentiula
- Drosophila endobranchia
- Drosophila engyochracea
- Drosophila enhydrobia
- Drosophila eniwae
- Drosophila enoplotarsus
- Drosophila entrichocnema
- Drosophila eohydei
- Drosophila epiobscura
- Drosophila eprocessata
- Drosophila equinoxialis
- Drosophila ercepeae
- Drosophila erebopis
- Drosophila erecta
- Drosophila eremophila
- Drosophila eskoi
- Drosophila eugracilis
- Drosophila eumecothrix
- Drosophila eupyga
- Drosophila euronotus
- Drosophila eurypeza
- Drosophila excita
- Drosophila exiguitata
- Drosophila eximia
- Drosophila expansa
- Drosophila ezoana
- Drosophila facialba
- Drosophila facialis
- Drosophila fairchildi
- Drosophila falleni
- Drosophila fasciculisetae
- Drosophila fascigera
- Drosophila fasciola
- Drosophila fascioloides
- Drosophila fastigata
- Drosophila fengkainensis
- Drosophila ferruginea
- Drosophila ficusphila
- Drosophila fima
- Drosophila flavibasis
- Drosophila flavicauda
- Drosophila flaviceps
- Drosophila flavimedifemur
- Drosophila flavisternum
- Drosophila flavitibiae
- Drosophila flavohirta
- Drosophila flavolineata
- Drosophila flavomontana
- Drosophila flavopilosa
- Drosophila flavopinicola
- Drosophila flavopleuralis
- Drosophila flavorepleta
- Drosophila flexa
- Drosophila flexipes
- Drosophila florae
- Drosophila flumenicola
- Drosophila fluminensis
- Drosophila fluvialis
- Drosophila fontdevilai
- Drosophila forficata
- Drosophila formella
- Drosophila formosana
- Drosophila fraburu
- Drosophila fragilis
- Drosophila franii
- Drosophila freilejoni
- Drosophila freiremaiai
- Drosophila freycinetiae
- Drosophila frolovae
- Drosophila fronto
- Drosophila frotapessoai
- Drosophila fruhstorferi
- Drosophila fulgida
- Drosophila fulva
- Drosophila fulvalineata
- Drosophila fulvimacula
- Drosophila fulvimaculoides
- Drosophila fumifera
- Drosophila fumipennis
- Drosophila fundita
- Drosophila fundomaculata
- Drosophila funebris
- Drosophila fungiperda
- Drosophila furcatarsus
- Drosophila furva
- Drosophila furvifacies
- Drosophila fusca
- Drosophila fuscicostata
- Drosophila fuscifrons
- Drosophila fuscipennis
- Drosophila fuscoamoeba
- Drosophila fuscoapex
- Drosophila fuscolineata
- Drosophila fusticula
- Drosophila fustiformis
- Drosophila fusus
- Drosophila fuyamai
- Drosophila gagne
- Drosophila gangotrii
- Drosophila gani
- Drosophila gapudi
- Drosophila gasici
- Drosophila gata
- Drosophila gaucha
- Drosophila gemmula
- Drosophila gentica
- Drosophila gibberosa
- Drosophila gibbinsi
- Drosophila gigas
- Drosophila gilvilateralis
- Drosophila giriensis
- Drosophila glabriapex
- Drosophila gorokaensis
- Drosophila goureaui
- Drosophila gouveai
- Drosophila gradata
- Drosophila greeni
- Drosophila greerae
- Drosophila grimshawi
- Drosophila griseicollis
- Drosophila griseolineata
- Drosophila guacamaya
- Drosophila guanche
- Drosophila guangdongensis
- Drosophila guaraja
- Drosophila guaru
- Drosophila guayllabambae
- Drosophila gubleri
- Drosophila gundensis
- Drosophila gunungcola
- Drosophila guptai
- Drosophila guttifera
- Drosophila gymnobasis
- Drosophila gymnophallus
- Drosophila halapepe
- Drosophila haleakalae
- Drosophila hamatofila
- Drosophila hamifera
- Drosophila hanaulae
- Drosophila hansoni
- Drosophila hansonioides
- Drosophila hawaiiensis
- Drosophila heedi
- Drosophila hei
- Drosophila helvetica
- Drosophila hemianthrax
- Drosophila hemipeza
- Drosophila hendeli
- Drosophila hermioneae
- Drosophila heterobristalis
- Drosophila heteroneura
- Drosophila hexachaetae
- Drosophila hexastigma
- Drosophila hexastriata
- Drosophila hirticoxa
- Drosophila hirtipalpus
- Drosophila hirtipes
- Drosophila hirtiscutellata
- Drosophila hirtitarsus
- Drosophila hirtitibia
- Drosophila histrio
- Drosophila hollisae
- Drosophila hoozani
- Drosophila huancavilcae
- Drosophila huangshaenensis
- Drosophila huayla
- Drosophila hubeiensis
- Drosophila huckinsi
- Drosophila huichole
- Drosophila huilliche
- Drosophila humeralis
- Drosophila hyalipennis
- Drosophila hydei
- Drosophila hydroessa
- Drosophila hyperpolychaeta
- Drosophila hypocausta
- Drosophila hypomelana
- Drosophila hystricosa
- Drosophila ichinosei
- Drosophila icteroscuta
- Drosophila ifestia
- Drosophila iki
- Drosophila illata
- Drosophila illota
- Drosophila illusiopolita
- Drosophila imaii
- Drosophila imitator
- Drosophila immacularis
- Drosophila immigrans
- Drosophila imparisetae
- Drosophila improcera
- Drosophila impudica
- Drosophila inca
- Drosophila inciliata
- Drosophila incognita
- Drosophila incompleta
- Drosophila incompta
- Drosophila inebria
- Drosophila inedita
- Drosophila inexspectata
- Drosophila infuscata
- Drosophila ingens
- Drosophila ingrata
- Drosophila ingrica
- Drosophila innubila
- Drosophila inopinata
- Drosophila insignita
- Drosophila insularis
- Drosophila involuta
- Drosophila iroko
- Drosophila ironensis
- Drosophila iroquois
- Drosophila ischnotrix
- Drosophila ivai
- Drosophila jagri
- Drosophila jambulina
- Drosophila jesonica
- Drosophila johnstonae
- Drosophila joycei
- Drosophila kahania
- Drosophila kallima
- Drosophila kambysellisi
- Drosophila kanaka
- Drosophila kanapiae
- Drosophila kanekoi
- Drosophila kaneshiroi
- Drosophila karakasa
- Drosophila kashmirensis
- Drosophila kauaiensis
- Drosophila kauluai
- Drosophila kepulauana
- Drosophila kerteszina
- Drosophila khaoyana
- Drosophila kikkawai
- Drosophila kilimanjarica
- Drosophila kinabaluana
- Drosophila kitagawai
- Drosophila kitumensis
- Drosophila kivuensis
- Drosophila koepferae
- Drosophila kohkoa
- Drosophila kokeensis
- Drosophila konaensis
- Drosophila kraussi
- Drosophila krimbasi
- Drosophila krugi
- Drosophila kualapa
- Drosophila kuhao
- Drosophila kulango
- Drosophila kulouriensis
- Drosophila kuntzei
- Drosophila kuoni
- Drosophila kurseongensis
- Drosophila kweichowensis
- Drosophila lacertosa
- Drosophila lachaisei
- Drosophila lacicola
- Drosophila laciniosa
- Drosophila lacteicornis
- Drosophila lamellitarsis
- Drosophila lamottei
- Drosophila lanaiensis
- Drosophila larifuga
- Drosophila lasiopoda
- Drosophila latebuccata
- Drosophila latecarinata
- Drosophila latifrons
- Drosophila latigena
- Drosophila latipaenula
- Drosophila lauoho
- Drosophila lauta
- Drosophila lemniscata
- Drosophila leoni
- Drosophila leonis
- Drosophila leontia
- Drosophila lepidobregma
- Drosophila leticiae
- Drosophila leukorrhyna
- Drosophila levii
- Drosophila liae
- Drosophila libellulosa
- Drosophila lichuanensis
- Drosophila limbata
- Drosophila limbinervis
- Drosophila limbiventris
- Drosophila limensis
- Drosophila limingi
- Drosophila limitata
- Drosophila limpiensis
- Drosophila lindae
- Drosophila linearepleta
- Drosophila linearidentata
- Drosophila linearis
- Drosophila lineata
- Drosophila lineolata
- Drosophila lineosetae
- Drosophila lini
- Drosophila liophallus
- Drosophila lissodora
- Drosophila litorella
- Drosophila littoralis
- Drosophila liui
- Drosophila lividinervis
- Drosophila lobatopalpus
- Drosophila loewi
- Drosophila loiciana
- Drosophila longicornis
- Drosophila longicrinis
- Drosophila longifrons
- Drosophila longipalpus
- Drosophila longipectinata
- Drosophila longiserrata
- Drosophila longiseta
- Drosophila longisetae
- Drosophila longissima
- Drosophila longitarsis
- Drosophila lowei
- Drosophila lucipennis
- Drosophila lugubripennis
- Drosophila luguensis
- Drosophila luisserrai
- Drosophila lummei
- Drosophila lusaltans
- Drosophila lutea
- Drosophila luteola
- Drosophila lutescens
- Drosophila lutzii
- Drosophila machachensis
- Drosophila macquarti
- Drosophila macrochaetae
- Drosophila macropolia
- Drosophila macroptera
- Drosophila macrospina
- Drosophila macrothrix
- Drosophila maculifrons
- Drosophila maculinotata
- Drosophila madeirensis
- Drosophila madikerii
- Drosophila maemae
- Drosophila magalhaesi
- Drosophila maggulae
- Drosophila magnabadia
- Drosophila magnaquinaria
- Drosophila magnimacula
- Drosophila magnipalpa
- Drosophila magnipectinata
- Drosophila mahican
- Drosophila mahui
- Drosophila mainlandi
- Drosophila majtoi
- Drosophila makawao
- Drosophila malagassya
- Drosophila malayana
- Drosophila malele
- Drosophila malerkotliana
- Drosophila mambilla
- Drosophila mangabeirai
- Drosophila mapiriensis
- Drosophila maracaya
- Drosophila margarita
- Drosophila mariaehelenae
- Drosophila mariettae
- Drosophila martensis
- Drosophila maryensis
- Drosophila matae
- Drosophila mathisi
- Drosophila matileana
- Drosophila matilei
- Drosophila mauritiana
- Drosophila mawaena
- Drosophila maya
- Drosophila mayaguana
- Drosophila mayri
- Drosophila mcclintockae
- Drosophila mecocnemia
- Drosophila medialis
- Drosophila mediana
- Drosophila mediobandes
- Drosophila medioconstricta
- Drosophila mediocris
- Drosophila mediodelta
- Drosophila mediodiffusa
- Drosophila medioimpressa
- Drosophila medioobscurata
- Drosophila medioparva
- Drosophila mediopicta
- Drosophila mediopictoides
- Drosophila mediopunctata
- Drosophila mediostriata
- Drosophila mediovittata
- Drosophila megalagitans
- Drosophila megapyga
- Drosophila megaspis
- Drosophila megasticta
- Drosophila meigeni
- Drosophila meitanensis
- Drosophila melanica
- Drosophila melanissima
- Drosophila melanocephala
- Drosophila melanogaster
- Drosophila melanoloma
- Drosophila melanopedis
- Drosophila melanoptera
- Drosophila melanosoma
- Drosophila melanura
- Drosophila melina
- Drosophila mellea
- Drosophila mercatorum
- Drosophila meridiana
- Drosophila meridionalis
- Drosophila merina
- Drosophila merzi
- Drosophila mesophragmatica
- Drosophila mesostigma
- Drosophila metasetigerata
- Drosophila mettleri
- Drosophila metzii
- Drosophila mexicana
- Drosophila microdenticulata
- Drosophila microlabis
- Drosophila micromelanica
- Drosophila micromettleri
- Drosophila micromyia
- Drosophila micropectinata
- Drosophila microralis
- Drosophila milleri
- Drosophila milolii
- Drosophila mimetica
- Drosophila mimica
- Drosophila mimiconformis
- Drosophila mimiconfutata
- Drosophila minangkabau
- Drosophila minuta
- Drosophila miranda
- Drosophila mitchelli
- Drosophila mitis
- Drosophila mojavensis
- Drosophila moju
- Drosophila mojuoides
- Drosophila molokaiensis
- Drosophila monieri
- Drosophila monochaeta
- Drosophila monocolor
- Drosophila montana
- Drosophila montgomeryi
- Drosophila montium
- Drosophila morelia
- Drosophila morena
- Drosophila moriwakii
- Drosophila mucunae
- Drosophila mukteshwarensis
- Drosophila mulleri
- Drosophila mulli
- Drosophila multiciliata
- Drosophila multidentata
- Drosophila multispina
- Drosophila munda
- Drosophila murphyi
- Drosophila musae
- Drosophila musaphilia
- Drosophila mutica
- Drosophila myamaungi
- Drosophila mycethophila
- Drosophila mysorensis
- Drosophila nagarholensis
- Drosophila nainitalensis
- Drosophila nakanoi
- Drosophila nanella
- Drosophila nannoptera
- Drosophila nappae
- Drosophila narragansett
- Drosophila nasuta
- Drosophila nasutoides
- Drosophila natasha
- Drosophila navojoa
- Drosophila nebulosa
- Drosophila neoalagitans
- Drosophila neobaimai
- Drosophila neobusckii
- Drosophila neocardini
- Drosophila neochracea
- Drosophila neoclavisetae
- Drosophila neocordata
- Drosophila neoelegans
- Drosophila neoelliptica
- Drosophila neogata
- Drosophila neogrimshawi
- Drosophila neoguaramunu
- Drosophila neohydei
- Drosophila neohypocausta
- Drosophila neoimmigrans
- Drosophila neokadai
- Drosophila neokhaoyana
- Drosophila neokuntzei
- Drosophila neolacteicornis
- Drosophila neomitra
- Drosophila neomorpha
- Drosophila neonasuta
- Drosophila neoperkinsi
- Drosophila neopicta
- Drosophila neorepleta
- Drosophila neosaltans
- Drosophila neosignata
- Drosophila neotestacea
- Drosophila neotrapezifrons
- Drosophila nepalensis
- Drosophila nesiota
- Drosophila nesoetes
- Drosophila neutralis
- Drosophila ngemba
- Drosophila nigella
- Drosophila nigra
- Drosophila nigrasplendens
- Drosophila nigrialata
- Drosophila nigribasis
- Drosophila nigriceps
- Drosophila nigricincta
- Drosophila nigricruria
- Drosophila nigriculter
- Drosophila nigridentata
- Drosophila nigrifemur
- Drosophila nigrilineata
- Drosophila nigripalpus
- Drosophila nigritarsus
- Drosophila nigrocirrus
- Drosophila nigrodigita
- Drosophila nigrodumosa
- Drosophila nigrodunni
- Drosophila nigrohydei
- Drosophila nigromaculata
- Drosophila nigromelanica
- Drosophila nigropleuralis
- Drosophila nigropolita
- Drosophila nigrosaltans
- Drosophila nigrosparsa
- Drosophila nigrospiracula
- Drosophila nigrovesca
- Drosophila nikananu
- Drosophila nitida
- Drosophila nitidapex
- Drosophila niveifrons
- Drosophila nixifrons
- Drosophila nodosa
- Drosophila notostriata
- Drosophila novamexicana
- Drosophila novaspinofera
- Drosophila novazonata
- Drosophila novemaristata
- Drosophila novitskii
- Drosophila nubiluna
- Drosophila nullilineata
- Drosophila nutrita
- Drosophila nyinyii
- Drosophila oahuensis
- Drosophila obatai
- Drosophila obscura
- Drosophila obscurata
- Drosophila obscuricolor
- Drosophila obscurinervis
- Drosophila obscuripes
- Drosophila ocampoae
- Drosophila occidentalis
- Drosophila ocellata
- Drosophila ochracea
- Drosophila ochrifrons
- Drosophila ochrobasis
- Drosophila ochrogaster
- Drosophila ochropleura
- Drosophila odontophallus
- Drosophila odontostoma
- Drosophila oenopota
- Drosophila ogumai
- Drosophila ohioensis
- Drosophila ohnishii
- Drosophila okadai
- Drosophila okala
- Drosophila olaae
- Drosophila onca
- Drosophila onychophora
- Drosophila ophthalmitis
- Drosophila oreas
- Drosophila oreia
- Drosophila orena
- Drosophila orestes
- Drosophila oribatis
- Drosophila orientacea
- Drosophila oritisa
- Drosophila orkui
- Drosophila ornata
- Drosophila ornatifrons
- Drosophila ornatipennis
- Drosophila orosa
- Drosophila orphnaea
- Drosophila orphnopeza
- Drosophila orthofascia
- Drosophila orthoptera
- Drosophila oshimai
- Drosophila othoni
- Drosophila ovilongata
- Drosophila pachea
- Drosophila pachneissa
- Drosophila pachuca
- Drosophila pacificae
- Drosophila padangensis
- Drosophila paenehamifera
- Drosophila pagliolii
- Drosophila pagoda
- Drosophila painii
- Drosophila pallidifrons
- Drosophila pallidipennis
- Drosophila pallidosa
- Drosophila pallipes
- Drosophila palmata
- Drosophila palniensis
- Drosophila palustris
- Drosophila panamensis
- Drosophila panina
- Drosophila panoanoa
- Drosophila papaalai
- Drosophila papala
- Drosophila papei
- Drosophila papilla
- Drosophila paraanthrax
- Drosophila parabipectinata
- Drosophila parabocainensis
- Drosophila paracanalinea
- Drosophila parachrogaster
- Drosophila paracracens
- Drosophila paragata
- Drosophila paraguayensis
- Drosophila paraguttata
- Drosophila paraimmigrans
- Drosophila parakuntzei
- Drosophila paralatinokogiri
- Drosophila paralongifera
- Drosophila paralutea
- Drosophila paramediostriata
- Drosophila paramelanica
- Drosophila paranaensis
- Drosophila parannularis
- Drosophila paranthrax
- Drosophila parasaltans
- Drosophila parasignata
- Drosophila paratarsata
- Drosophila paraviaristata
- Drosophila paravibrissina
- Drosophila parazonata
- Drosophila parisiena
- Drosophila parthenogenetica
- Drosophila parviprocessata
- Drosophila parvula
- Drosophila pasochoensis
- Drosophila paucicilia
- Drosophila paucilineata
- Drosophila paucipuncta
- Drosophila paucitarsus
- Drosophila paucula
- Drosophila pauliceia
- Drosophila paulistorum
- Drosophila paunii
- Drosophila pavani
- Drosophila pavlovskiana
- Drosophila pectinifera
- Drosophila pectinitarsus
- Drosophila pedroi
- Drosophila pegasa
- Drosophila pellewae
- Drosophila penicillipennis
- Drosophila peniculipedis
- Drosophila penidentata
- Drosophila peninsularis
- Drosophila penispina
- Drosophila pennae
- Drosophila penniclubata
- Drosophila pentafuscata
- Drosophila pentaspina
- Drosophila pentastriata
- Drosophila percnosoma
- Drosophila pereirai
- Drosophila periquito
- Drosophila perissopoda
- Drosophila perlucida
- Drosophila perrisi
- Drosophila persicae
- Drosophila persimilis
- Drosophila peruensis
- Drosophila peruviana
- Drosophila petalopeza
- Drosophila petitae
- Drosophila phaeopleura
- Drosophila phalerata
- Drosophila phyale
- Drosophila picea
- Drosophila picta
- Drosophila picticornis
- Drosophila pictifrons
- Drosophila pictilis
- Drosophila pictura
- Drosophila pilacrinis
- Drosophila pilaresae
- Drosophila pilatisetae
- Drosophila pilimana
- Drosophila pilocornuta
- Drosophila pilosa
- Drosophila pinicola
- Drosophila pinnitarsus
- Drosophila pisonia
- Drosophila pittieri
- Drosophila plagiata
- Drosophila planitibia
- Drosophila platitarsus
- Drosophila plumosa
- Drosophila pohaka
- Drosophila polita
- Drosophila polliciforma
- Drosophila pollinospadix
- Drosophila polychaeta
- Drosophila polymorpha
- Drosophila ponderosa
- Drosophila ponera
- Drosophila poonia
- Drosophila popayan
- Drosophila populi
- Drosophila potamophila
- Drosophila praesutilis
- Drosophila prashadi
- Drosophila preapicula
- Drosophila pretiosa
- Drosophila primaeva
- Drosophila procardinoides
- Drosophila proceriseta
- Drosophila prodispar
- Drosophila prodita
- Drosophila progastor
- Drosophila prolaticilia
- Drosophila prolixa
- Drosophila prolongata
- Drosophila promeridiana
- Drosophila prominens
- Drosophila propachuca
- Drosophila propiofacies
- Drosophila prorepleta
- Drosophila prosaltans
- Drosophila prosimilis
- Drosophila prostipennis
- Drosophila prostopalpis
- Drosophila pruinifacies
- Drosophila pruinosa
- Drosophila pseudoananassae
- Drosophila pseudoargentostriata
- Drosophila pseudobaimaii
- Drosophila pseudobocainensis
- Drosophila pseudodenticulata
- Drosophila pseudomayri
- Drosophila pseudoobscura
- Drosophila pseudorepleta
- Drosophila pseudosaltans
- Drosophila pseudosordidula
- Drosophila pseudotakahashii
- Drosophila pseudotalamancana
- Drosophila pseudotetrachaeta
- Drosophila psilophallus
- Drosophila psilotarsalis
- Drosophila pterocelis
- Drosophila pulaua
- Drosophila pulchella
- Drosophila pulchrella
- Drosophila pullata
- Drosophila pullipes
- Drosophila pulverea
- Drosophila punalua
- Drosophila punctatipennis
- Drosophila punctatonervosa
- Drosophila punjabiensis
- Drosophila purpurea
- Drosophila putrida
- Drosophila pychnochaetae
- Drosophila pyo
- Drosophila quadraria
- Drosophila quadrilineata
- Drosophila quadriseriata
- Drosophila quadriserrata
- Drosophila quadrisetae
- Drosophila quadrisetata
- Drosophila quadrum
- Drosophila quasianomalipes
- Drosophila quasiexpansa
- Drosophila quatrou
- Drosophila querubimae
- Drosophila quinaria
- Drosophila quinqueannulata
- Drosophila quinqueramosa
- Drosophila quinquestriata
- Drosophila racemova
- Drosophila ramamensis
- Drosophila ramsdeni
- Drosophila ranchograndensis
- Drosophila reaumurii
- Drosophila recens
- Drosophila rectangularis
- Drosophila recticilia
- Drosophila redunca
- Drosophila rellima
- Drosophila repleta
- Drosophila repletoides
- Drosophila reschae
- Drosophila residua
- Drosophila reticulata
- Drosophila retnasabapathyi
- Drosophila retrusa
- Drosophila reynoldsiae
- Drosophila rhombura
- Drosophila rhopaloa
- Drosophila richardsoni
- Drosophila ritae
- Drosophila robusta
- Drosophila roehrae
- Drosophila rosinae
- Drosophila rostrata
- Drosophila ruberrima
- Drosophila ruberrimoides
- Drosophila rubida
- Drosophila rubidifrons
- Drosophila rubra
- Drosophila rubrifrons
- Drosophila rufa
- Drosophila ruizi
- Drosophila ruminahuii
- Drosophila rustica
- Drosophila sabroskyi
- Drosophila sadleria
- Drosophila sahyadrii
- Drosophila salpina
- Drosophila saltans
- Drosophila sampagensis
- Drosophila sannio
- Drosophila santomea
- Drosophila saraswati
- Drosophila sargakhetensis
- Drosophila sattalensis
- Drosophila scaptomyzoptera
- Drosophila schachti
- Drosophila schildi
- Drosophila schineri
- Drosophila schmidti
- Drosophila scioptera
- Drosophila scitula
- Drosophila scolostoma
- Drosophila scopata
- Drosophila sechellia
- Drosophila seclusa
- Drosophila secunda
- Drosophila seguyi
- Drosophila seguyiana
- Drosophila sejuncta
- Drosophila semialba
- Drosophila semiatra
- Drosophila semifuscata
- Drosophila seminole
- Drosophila semipruinosa
- Drosophila senei
- Drosophila senilis
- Drosophila senticosa
- Drosophila seorsa
- Drosophila septacoila
- Drosophila septentriosaltans
- Drosophila septuosa
- Drosophila serenensis
- Drosophila serido
- Drosophila seriema
- Drosophila serrata
- Drosophila serripaenula
- Drosophila serrula
- Drosophila serrulata
- Drosophila setapex
- Drosophila setiger
- Drosophila setipalpus
- Drosophila setitarsa
- Drosophila setosifrons
- Drosophila setosimentum
- Drosophila setositibia
- Drosophila setula
- Drosophila sexlineata
- Drosophila seyanii
- Drosophila sharpi
- Drosophila shwezayana
- Drosophila shyri
- Drosophila siamana
- Drosophila siangensis
- Drosophila sierrae
- Drosophila sigmoides
- Drosophila signata
- Drosophila sikkimensis
- Drosophila silvarentis
- Drosophila silvata
- Drosophila silvestris
- Drosophila similis
- Drosophila simulans
- Drosophila simulivora
- Drosophila sinobscura
- Drosophila sinuata
- Drosophila smithersi
- Drosophila sobrina
- Drosophila sodomae
- Drosophila sogo
- Drosophila solennis
- Drosophila solstitialis
- Drosophila sonorae
- Drosophila soonae
- Drosophila sordidapex
- Drosophila sordidula
- Drosophila soror
- Drosophila spadicifrons
- Drosophila spaniothrix
- Drosophila speciosa
- Drosophila spectabilis
- Drosophila spenceri
- Drosophila sphaerocera
- Drosophila spicula
- Drosophila spiethi
- Drosophila spinatermina
- Drosophila spinula
- Drosophila sproati
- Drosophila spuricurviceps
- Drosophila stalkeri
- Drosophila starmeri
- Drosophila stenoptera
- Drosophila stenotrichala
- Drosophila stephanosi
- Drosophila sternopleuralis
- Drosophila sticta
- Drosophila stictoptera
- Drosophila stigma
- Drosophila straubae
- Drosophila strigiventris
- Drosophila sturtevanti
- Drosophila subauraria
- Drosophila subbadia
- Drosophila subelegans
- Drosophila subfasciata
- Drosophila subfunebris
- Drosophila subinfumata
- Drosophila submacroptera
- Drosophila subobscura
- Drosophila suboccidentalis
- Drosophila subopaca
- Drosophila suborosa
- Drosophila subpalustris
- Drosophila subpulchrella
- Drosophila subsaltans
- Drosophila subsilvestris
- Drosophila substenoptera
- Drosophila subviridis
- Drosophila sucinea
- Drosophila suffusca
- Drosophila sui
- Drosophila sulfurigaster
- Drosophila suturalis
- Drosophila suzukii
- Drosophila swezeyi
- Drosophila sycophaga
- Drosophila sycophila
- Drosophila sycovora
- Drosophila synpanishi
- Drosophila systenopeza
- Drosophila taekjuni
- Drosophila taeniata
- Drosophila taiensis
- Drosophila taipinsanensis
- Drosophila takahashii
- Drosophila talamancana
- Drosophila talasica
- Drosophila tamashiroi
- Drosophila tani
- Drosophila tanorum
- Drosophila tanytarsis
- Drosophila tanythrix
- Drosophila taractica
- Drosophila tarphytrichia
- Drosophila tarsalis
- Drosophila tarsata
- Drosophila teissieri
- Drosophila tendomentum
- Drosophila tenebrosa
- Drosophila tenuipes
- Drosophila teratos
- Drosophila testacea
- Drosophila testacens
- Drosophila tetrachaeta
- Drosophila tetradentata
- Drosophila tetraspilota
- Drosophila tetravittata
- Drosophila texana
- Drosophila thienemanni
- Drosophila tibialis
- Drosophila tibudu
- Drosophila tjibodas
- Drosophila tolteca
- Drosophila tomasi
- Drosophila tongpua
- Drosophila torquata
- Drosophila torrei
- Drosophila torula
- Drosophila totonigra
- Drosophila touchardiae
- Drosophila toxochaeta
- Drosophila toyohii
- Drosophila tranquilla
- Drosophila transversa
- Drosophila trapeza
- Drosophila trapezifrons
- Drosophila triaina
- Drosophila triangula
- Drosophila triangulina
- Drosophila triantilia
- Drosophila triauraria
- Drosophila trichaeta
- Drosophila trichaetosa
- Drosophila trichala
- Drosophila trichiaspis
- Drosophila tricombata
- Drosophila trifiloides
- Drosophila trifilum
- Drosophila trilimbata
- Drosophila trilutea
- Drosophila tripunctata
- Drosophila trisetosa
- Drosophila trispina
- Drosophila tristani
- Drosophila tristipennis
- Drosophila tristipes
- Drosophila tristis
- Drosophila tristriata
- Drosophila trizonata
- Drosophila tropicalis
- Drosophila truncata
- Drosophila truncipenna
- Drosophila tsacasi
- Drosophila tschirnhausi
- Drosophila tsigana
- Drosophila tsukubaensis
- Drosophila tuchaua
- Drosophila tucumana
- Drosophila turbata
- Drosophila tychaea
- Drosophila ungarensis
- Drosophila unguicula
- Drosophila unicolor
- Drosophila unicula
- Drosophila unimaculata
- Drosophila uninubes
- Drosophila unipectinata
- Drosophila unipunctata
- Drosophila uniseriata
- Drosophila uniseta
- Drosophila unispina
- Drosophila upoluae
- Drosophila urubamba
- Drosophila usambarensis
- Drosophila ustulata
- Drosophila waddingtoni
- Drosophila valenciai
- Drosophila vallismaia
- Drosophila wangi
- Drosophila vara
- Drosophila varga
- Drosophila variabilis
- Drosophila varians
- Drosophila varipennis
- Drosophila wassermani
- Drosophila watanabei
- Drosophila wauana
- Drosophila velascoi
- Drosophila velata
- Drosophila velox
- Drosophila velutinifrons
- Drosophila venezolana
- Drosophila venusta
- Drosophila verticis
- Drosophila vesciseta
- Drosophila whartonae
- Drosophila wheeleri
- Drosophila vicaria
- Drosophila vicentinae
- Drosophila williamsi
- Drosophila willistoni
- Drosophila villitibia
- Drosophila villosa
- Drosophila villosipedis
- Drosophila wingei
- Drosophila vinnula
- Drosophila viracochi
- Drosophila vireni
- Drosophila virgulata
- Drosophila virilis
- Drosophila vulcana
- Drosophila vumbae
- Drosophila xalapa
- Drosophila xanthia
- Drosophila xanthochroa
- Drosophila xanthogaster
- Drosophila xanthognoma
- Drosophila xanthopallescens
- Drosophila xanthosoma
- Drosophila xenophaga
- Drosophila xerophila
- Drosophila xiphiphora
- Drosophila xuthoptera
- Drosophila yakuba
- Drosophila yangana
- Drosophila yooni
- Drosophila yunnanensis
- Drosophila yuwanensis
- Drosophila z-notata
- Drosophila zonata
- Drosophila zophea
- Drosophila zottii